# Delegacia de Mulheres
Delegacia de Mulheres é uma série de televisão brasileira produzida e exibida pela TV Globo de 27 de março a 25 de julho de 1990, em 17 episódios.
Escrita por Patrícya Travassos, Miguel Falabella, Charles Peixoto, Geraldo Carneiro, Luiz Carlos Góes e Ronaldo Santos, e supervisão de texto de Maria Carmem Barbosa, foi dirigida por Wolf Maya, Denise Saraceni e Del Rangel. 

## Enredo
A série aborda a rotina de uma delegacia voltada exclusivamente à mulher (nos anos 1990 ainda raras), desde os seus problemas até a luta pela defesa dos direitos femininos. Lá trabalham a delegada Celeste (Eloísa Mafalda), as detetives Belinha, Marineide, Ruth Baiana e Rosiclair, a assistente social Paula Pinto, a escrivã Adelaide e a radialista Luli Saraiva. Cada uma delas simboliza um atributo feminino: sabedoria, beleza, força, eficiência, esforço, ilusão, intuição e senso de realidade.

## Elenco
- Eloísa Mafalda - Celeste
- Zilda Cardoso - Adelaide
- Lúcia Veríssimo - Marineide
- Cininha de Paula - Rosiclair
- Mayara Magri - Belinha
- Cissa Guimarães - Luli Saraiva
- Susana Vieira - Ruth Baiana
- Marcos Paulo - Zé Paulo
- Tereza Pifer - Sueli
- Christiana Guinle - Walderez
- Maria Cristina Gatti - Ivonete
- Ana Baird - Angela

### Participações especiais
- Maria Gladys - Alvarenga
- Dênis Carvalho - Dr. Nadir
- Stella Miranda - Paula Pinto
- Paulo Gracindo - Seu Claudionor
- Othon Bastos - Dr. Gilmar
- Lúcia Alves - Nóris
- Paulo José - Dr. Darío Gentil
- Chico Anysio - Otoniel
- Marieta Severo - Jandira
- Oswaldo Loureiro - Valdir
- Stênio Garcia - Ornela Vanoni
- Carlos Gregório - Oswaldo
- Adriana Esteves - Malú
- Sérgio Mamberti - Dr. Arnolfo
- Paulo Barbosa (Paulão) - Biriba
- Alexandre Akerman - Zé Vítor
- Cecil Thiré - Fernando (Dr. Castro Leite)
- Xuxa Lopes - Gisela Freitas
- Antônio Grassi - Fernando
- Elizângela - Dalva
- Tamara Taxman - Lídia
- Carla Marins - Alice
- Jayme Periard - José Antonio Neto (Netinho)
- Ênio Santos - Dr. Travassos
- Augusto Olímpio - Mudinho
- Castro Gonzaga - Seu Jerônimo
- Carla Daniel - Gabriela
- Paulo César Grande - Fábio (Binho)
- Vera Fischer - Mirtinha
- Gracindo Júnior - Horácio
- Claudio Cavalcanti
- Betty Gofman - Cíntia
- Lupe Gigliotti
- Milton Moraes - Virgílio
- Older Cazarré
- Daniel Dantas - Tadeu
- Eduardo Galvão - Adilson
- Fábio Mássimo
- Guilherme Leme
- Lídia Mattos
- Sandro Solviatti
- Cosme dos Santos
- Ewerton de Castro - Vladmir Galvão
- Denise Bandeira - Vera
- Renata Castro Barbosa - Lúcia
- Carla Camurati
- Thales Pan Chacon - Pedro
- Norma Geraldy - Lurdes
- Estelita Bell - Risoleta
- Maria Helena Dias
- Paulo Goulart - Olavo
- Stella Freitas - América
- Suzy Rêgo - Luli Saraiva
- Milton Gonçalves
- Luiz Gustavo - Cristóvão
- Natália do Valle - Daisy
- Eva Wilma - Dona Inês
- Pedro Cardoso - Alvinho
- Tácito Rocha
- Francisco Milani
- Luiz Magnelli
- Bia Seidl - Mariana
- Jacqueline Laurence
- Virgínia Lane
- Deborah Evelyn - Fátima de Souza
- Camila Amado - Dona Clotilde
- Ivon Curi - Pastor Messias
- Maria Isabel de Lizandra
- Carlos Wilson
- Patrícia Travassos
- Rogério Fróes - Dr. Freitas
- Tássia Camargo - Margô
- Mário Lago - Dr. Homero Santos
- Sebastião Vasconcellos - Jerônimo
- Laura Cardoso
- Nelson Dantas
- Herson Capri - Dr. Viana
- Yolanda Cardoso - Dona Neném
- Paulo César Pereio
- Ida Gomes - Eva Braun
- Tony Tornado
- Drica Moraes
- Tonico Pereira
- Antônio Pedro
- Renata Fronzi - Dulce Canavieira
- Ângela Corrêa - Aparecida
- Carlos Vereza - Carlos Augusto Medeiros
- Françoise Forton - Elaine Medeiros
- Francisco Dantas - Filó
- Paulo Barboza
- Cláudia Magno
- Ricardo Petraglia
- Moreira da Silva
- Márcia Cabrita
- Joel Silva
- Neusa Borges
- Abraão Ribeiro
- Rosane Gofman
- Elizangela - Dalva
- Gabriela Duarte - Fátima

## Exibição
Foi reexibida pelo Viva entre 26 de agosto e 23 de dezembro de 2012.

### Outras mídias
Em 3 de março de 2025, foi disponibilizada na íntegra pelo Globoplay, como parte do Projeto Resgate. Em comemoração aos 35 anos da exibição original.